# Micha Hulshof
Micha Hulshof (Zaandam, 8 juli 1979) is een Nederlands acteur. Zijn carrière begon in 1995 met zijn rol als Evert in de film De Tasjesdief naar het gelijknamige boek van Mieke van Hooft.
Daarna had hij diverse rollen in televisieseries en speelde hij in enkele films waaronder Lek, Bride Flight en Het schnitzelparadijs, waarvoor hij door het Amerikaanse HBO Comedy Arts Festival in Aspen de prijs voor 'Beste Performance in een Buitenlandse Film' toegekend kreeg.
Eerder kreeg hij samen met de rest van het keukenpersoneel uit de film al een Gouden Kalf.
Als hetzelfde personage had hij een cameo in 'n Beetje Verliefd uit 2006, die (net als Het schnitzelparadijs) geregisseerd werd door Martin Koolhoven.
Hulshof kent Koolhoven al lang, daar hij als zestienjarige een van de twee hoofdrollen had in diens eindexamenfilm De orde der dingen, toen Koolhoven in 1996 afstudeerde.
In 2016 was Hulshof als Daan Bos te zien in de televisieserie Nieuwe buren.
Voor zijn rol in de film Bride Flight werd hij in 2009 genomineerd voor een Gouden Kalf.
Hulshof woont tegenwoordig in Amsterdam maar is opgegroeid in Uitgeest. Hij heeft een dochter (2012) en een zoon (2015).

## Filmografie

### Films
- 1995: De Tasjesdief – Evert
- 2000: Lek – Joegoslaaf
- 2002: Pietje Bell – Zeeverkenner
- 2005: Het schnitzelparadijs – Sander
- 2006: Doodeind – Tim
- 2006: 'n Beetje Verliefd – Sander
- 2008: Dunya en Desie in Marokko – Mike
- 2008: Bride Flight – Derk
- 2009: Stella's oorlog – Danni
- 2009: De Storm – Helikopterpiloot
- 2009: Val dood ! (korte film) – Berry
- 2011: Mijn opa de bankrover – Willem
- 2011: Sonny Boy – Marcel
- 2012: Orde (korte film) – Bas
- 2012: Doodslag – Boris
- 2012: AchteRuit (korte film) – Vader
- 2013: Bounty (korte film) – Manager Karel
- 2013: Waterdagen (korte film) – Adam
- 2014: Jongens – Jongen snackbar
- 2020: Paradise Drifters – Cor
- 2021: Captain Nova - Politieagent Bos
- 2023: Zomervacht - Maurice

### Televisie
- 1996: 12 steden, 13 ongelukken – Reinout (Afl: Culemborg - Nieuwe liefde)
- 1999: Schoon goed – Jaap van Wijck
- 2004: Missie Warmoesstraat – Jorus de Kuyper
- 2007: CJP Lowlands actie – Zwerver
- 2008: Schnitzelparadijs, de serie – Sander
- 2016: Riphagen – Albert Kok
- 2016: Nieuwe buren – Daan Bos
- 2018: Fenix – Aantje

### Gastrollen
- 1998: De Keerzijde: Aan je brood ligt het niet – Bakkershulp
- 1998: Baantjer: De Cock en de moord in de schoolbanken – Thomas
- 2006: Spoorloos verdwenen: De verdwenen dochter – Bert
- 2006: Van Speijk: Mietjes schieten mis – Hero
- 2006: Hotnews.nl seizoen 2 – Carl
- 2008: Gooische Vrouwen – Vuilnisman
- 2010: Deadline seizoen 2 afl. 8 – Scha
- 2011: Van God Los seizoen 1 afl. 2: Wiet – Mario
- 2012: Lijn 32 seizoen 1 afl. 4&5 – Joris
- 2012: Moordvrouw seizoen 1 afl. 5 – Carlo Postma
- 2013: Penoza seizoen 2 afl. 9 – Rick
- 2013: Goede tijden, slechte tijden – Frank van der Meer (26 september 2013 – 20 december 2013)
- 2014: Dokter Tinus seizoen 3 afl. 11 – Michel Doornenbal
- 2015: Flikken Maastricht seizoen 10 afl. 2&4 – Wijnand de Jonge
- 2016: Kappen! –  Vader Chris
- 2020: De regels van Floor – medewerker EOD
- 2020: Oogappels (seizoen 2) – trainer

### Radio
- 2010: De Moker, hoorspel NPS – Sjon Pruis